# Llista de dones de la Female Biography
Female biography és un catàleg enciclopèdic discret i empíric de producció de coneixement i anàlisi que va ser creat per Mary Hays (1759–1843) mentre feia recerca de figures de la Il·lustració i sobre la prosopografia de dones influents. Female Biography, que també rep el nom de Memoirs of Illustrious and Celebrated Women, of all Ages and Countries (R. Phillips, 1803), engloba en 6 volums les bibliografies de fins a 300 dones.
Una nova versió de l'encliclopèdia va ser publicada al 2013 com a part de sèrie de la Chawton House Library anomenada Memoirs of Women Writers. Aquesta edició, anomenada Chawton House Library Edition (CHLE) va ser compilada per Gina Luria Walker, produïda per una col·laboració d'erudits contemporanis representant més de 100 institucions en 18 països i 4 continents, i conté noves anotacions i recerca que contextualitzen el treball original de Hays. Aproximadament 100 de les enumerades en aquesta llista també van ser incloses a la instal·lació artística de Judy Chicago del 1979, The Dinner Party.
| Nom                                           | Data            | Origen         | Notes                                                 | Vol. 1803 | Vol. CHLE | Índex CHLE |
| --------------------------------------------- | --------------- | -------------- | ----------------------------------------------------- | --------- | --------- | ---------- |
| Abbassa (confosa amb la seva germana, Ulayya) | Segle IX        | Àrab           | Princesa abbàssida i poetessa                         | 1         | 5         | 1          |
| Cornelia Adricomia                            | Segle XVI       | Desconegut     | Monja, poetessa                                       | 1         | 5         | 2          |
| Agnès Sorel                                   | 1421-1450       | Francesa       | Amant del rei Carles VII de França                    | 1         | 5         | 3          |
| María de Jesús d'Ágreda                       | 1620-1665       | Espanyola      | Monja extàtica, mística                               | 1         | 5         | 4          |
| Agripina la Major (Vipsania Agrippina)        | Segle I         | Romana         | Noblessa romana                                       | 1         | 5         | 5          |
| Agripina la Menor (Julia Agrippina)           | Segle I         | Romana         | Emperadora romana                                     | 1         | 5         | 6          |
| Jeanne d'Albret (Joana III de Navarra)        | Segle XVI       | Francesa       | Reina, escriptora, poetessa, protectora hugonota      | 1         | 5         | 7          |
| Alrude, Comptessa de Bertinoro                | Segle XII       | Italiana       | Comptessa, líder de tropes                            | 1         | 5         | 8          |
| Aloysia (Luisa Sigea de Velasco)              | 1522-1560       | Espanyola      | Poetessa, figura principal de l'humanisme espanyol    | 1         | 5         | 9          |
| Amalasunta                                    | Segle VI        | Romana         | Princesa ostrogoda, reina regent                      | 1         | 5         | 10         |
| Francesca d'Amboise                           | Segle XV        | Francesa       | Monja carmelita                                       | 1         | 5         | 11         |
| Laura Battiferri Ammanati                     | 1523-1589       | Italiana       | Poetessa                                              | 1         | 5         | 12         |
| Isabella Andreini                             | 1562-1604       | Italiana       | Actriu, escriptora                                    | 1         | 5         | 13         |
| Margarida d'Anjou                             | 1430-1482       | Francesa       | Consort reial                                         | 1         | 5         | 14         |
| Anna d'Àustria                                | 1601-1666       | Espanyola      | Princesa                                              | 1         | 5         | 15         |
| Anne de Beaujeu                               | 1461-1522       | Francesa       | Princesa i regent                                     | 1         | 5         | 16         |
| Anne de Bretagne                              | 1477-1514       | Francesa       | Reina, patrona de les arts                            | 1         | 5         | 17         |
| Antònia Menor                                 | 36 a.C - 37 d.C | Romana         | Noblessa romana                                       | 1         | 5         | 18         |
| Isabel d'Aragó                                | 1470-1524       | Italiana       | Princesa                                              | 1         | 5         | 19         |
| Joana d'Aragó i de Castella                   | 1502-1575       | Italiana       | Reina regent                                          | 1         | 5         | 20         |
| Tullia d'Aragona                              | 1510-1556       | Italiana       | Cortesana, escriptora, filòsofa                       | 1         | 5         | 21         |
| Joana d'Arc                                   | 1412-1431       | Francesa       | Soldada                                               | 1         | 5         | 22         |
| Aretàfila de Cirene                           | Segle II a.C.   | Miscel·lània   | Noblessa cireneiana                                   | 1         | 5         | 23         |
| Arete de Cirene                               | Segle IV        | Grega          | Filòsofa                                              | 1         | 5         | 24         |
| Polla Argentaria                              | Segle I         | Romana         | Noblessa romana                                       | 1         | 5         | 25         |
| Mary Armine                                   | Segle XVII      | Anglesa        | Benefactora                                           | 1         | 5         | 26         |
| Arnaude de Rocas                              | Segle XVI       | Grega          | Màrtir                                                | 1         | 5         | 27         |
| Angélique de Saint-Jean Arnauld d'Andilly     | 1624-1684       | Francesa       | Monja, escriptora                                     | 1         | 5         | 28         |
| Jeanne-Catherine-Agnès Arnauld                | 1593-1672       | Francesa       | Abadessa                                              | 1         | 5         | 29         |
| Jacqueline-Marie-Angélique Arnauld            | 1591-1661       | Francesa       | Abadessa                                              | 1         | 5         | 30         |
| Àrria                                         | Segle I         | Romana         | Noblessa romana                                       | 1         | 5         | 31         |
| Artemisia Gentileschi                         | 1593-1652       | Italiana       | Pintora                                               | 1         | 5         | 32         |
| Artemísia I de Cària                          | Segle V a.C.    | Grega          | Reina de Cària                                        | 1         | 5         | 33         |
| Artemísia II de Cària                         | Segle IV a.C.   | Grega          | Reina de Cària                                        | 1         | 5         | 34         |
| Mary Arundell                                 | Segle XVI       | Anglesa        | Comptessa                                             | 1         | 5         | 35         |
| Blanche d'Arundel                             | 1583-1649       | Anglesa        | Va defensar el castell de Wardour                     | 1         | 5         | 36         |
| Margaret Ascham                               | Segle XVI       | Anglesa        | Escriptora                                            | 1         | 5         | 37         |
| Anne Askew                                    | 1521-1546       | Anglesa        | Poetessa, protestant màrtir                           | 1         | 5         | 38         |
| Aspàsia de Milet                              | Segle V a.C.    | Grega          | Cortesana, intel·lectual                              | 1         | 5         | 39         |
| Aspasia o Milto                               | Segle V a.C.    | Grega          | Amant de Cyrus                                        | 1         | 5         | 40         |
| Mary Astell                                   | 1688-1731       | Anglesa        | Escriptora                                            | 1         | 5         | 41         |
| Athenais (Eudòxia Augusta)                    | 401-460         | Grega          | Emperadriu                                            | 1         | 5         | 42         |
| Madeleine de l'Aubépine                       | ?-1596          | Francesa       | Poetessa i traductora                                 | 1         | 5         | 43         |
| Anne Bacon                                    | 1528-1610       | Anglesa        | Traductora                                            | 1         | 5         | 44         |
| Mary Anne Barbier                             | 1528-1610       | Francesa       | Escriptora, dramaturga, poetessa                      | 1         | 5         | 45         |
| Leonora Baroni                                | 1611-1670       | Italiana       | Cantant, compositora                                  | 1         | 5         | 46         |
| Bisina                                        | Segle V         | Alemanya       | Reina                                                 | 1         | 5         | 47         |
| Elisabet de Baviera                           | 1370-1435       | Francesa       | Reina consort                                         | 1         | 5         | 48         |
| Anne Baynard                                  | 1672-1697       | Anglesa        | Filòsofa natural                                      | 1         | 5         | 49         |
| Mary Beale                                    | 1632-1697       | Anglesa        | Pintora                                               | 1         | 5         | 50         |
| Joan Beaufort                                 | Segle I         | Anglesa        | Reina d'Escòcia                                       | 1         | 5         | 51         |
| Margaret Beaufort                             | 1433-1509       | Anglesa        | Benefactora del rei Enric VII                         | 1         | 5         | 52         |
| Claude de Bectoz                              | ?-1547          | Francesa       | Abadessa, poetessa                                    | 1         | 5         | 53         |
| Aphra Behn                                    | 1640-1689       | Anglesa        | Escriptora, dramaturga, poetessa                      | 1         | 5         | 54         |
| Bridget Bendish                               | 1650-1726       | Anglesa        | Neta de Oliver Cromwell                               | 1         | 5         | 55         |
| Berenice (filla d'Herodes Agripa I)           | Segle I a.C     | Romana         | Princesa de Judea                                     | 1         | 5         | 56         |
| Catherine Bernard                             | ?-1712          | Francesa       | Escriptora, dramaturga, poetessa                      | 1         | 5         | 57         |
| Juliana Berners                               | Segle XIV       | Anglesa        | Abadessa, escriptora                                  | 1         | 5         | 58         |
| Maria Catherina le Jumel de Berneuille        | 1650-1705       | Francesa       | Escriptora                                            | 1         | 5         | 59         |
| Françoise Bertaut de Motteville               | 1621-1689       | Francesa       | Escriptora de memòries                                | 1         | 5         | 60         |
| Blanca de Castella                            | Segle XIII      | Francesa       | Reina regent                                          | 1         | 5         | 61         |
| Elisabeth Frederica de Bohemia                | 1618-1680       | Miscel·lània   | Reina                                                 | 1         | 5         | 62         |
| Anna Maria Lluïsa d'Orleans                   | 1627-1693       | Francesa       | Princesa, memorista                                   | 1         | 5         | 63         |
| Marie Bruneau des Loges                       | ?-1641          | Francesa       | Noblessa                                              | 1         | 5         | 64         |
| Elisabeth Bland                               | Segle XVII      | Anglesa        | Erudita hebrea                                        | 2         | 6         | 65         |
| Boudica                                       | Segle I         | Anglesa        | Reina                                                 | 2         | 6         | 66         |
| Anna Bolena                                   | 1507-1536       | Anglesa        | Reina, poetessa                                       | 2         | 6         | 67         |
| Madame Bontems                                | 1718-1768       | Francesa       | Traductora                                            | 2         | 6         | 68         |
| Clemence de Bourges                           | Segle XVI       | Francesa       | Poetessa, música                                      | 2         | 6         | 69         |
| Antoniette Bourignon                          | 1616-1680       | Belga          | Mística, escriptora, impressora                       | 2         | 6         | 70         |
| Catherina Bovey                               | ?-1526          | Anglesa        | Benefactora                                           | 2         | 6         | 71         |
| Charlotte Saumaise de Chasan                  | 1619-1684       | Francesa       | Comptessa de Bregy                                    | 2         | 6         | 72         |
| Anne Bradstreet                               | 1612-1672       | Nord-americana | Poetessa                                              | 2         | 6         | 73         |
| Lady Mildred Burleigh                         | 1526-1589       | Anglesa        | Escriptora, traductora                                | 2         | 6         | 74         |
| Elizabeth Burnet                              | 1661-1708       | Anglesa        | Escriptora, benefactora                               | 2         | 6         | 75         |
| Elisabeth Bury                                | 1644-1720       | Anglesa        | Diarista                                              | 2         | 6         | 76         |
| Calphurnia                                    | Segle I         | Romana         | Muller de Pliny el Jove                               | 2         | 6         | 77         |
| Calpúrnia                                     | Segle I a.C     | Romana         | Muller de Juli Cèsar                                  | 2         | 6         | 78         |
| Bianca Cappello                               | 1545-1590       | Italiana       | Noblessa                                              | 2         | 6         | 79         |
| Carolina de Brandenburg-Ansbach               | 1683-1737       | Alemanya       | Reina consort                                         | 2         | 6         | 80         |
| Caterina I de Rússia                          | 1684-1727       | Miscel·lània   | Reina                                                 | 2         | 6         | 81         |
| Caterina II de Rússia                         | 1729-1796       | Alemanya       | Reina, escriptora                                     | 2         | 6         | 82         |
| Caterina d'Aragó                              | 1485-1536       | Espanyola      | Reina regent                                          | 2         | 6         | 83         |
| Caterina de Mèdici                            | 1519-1589       | França         | Reina consort, partona de les arts                    | 2         | 6         | 84         |
| Elizabeth Carew                               | Segle XVI       | Anglesa        | Escriptora                                            | 3         | 7         | 85         |
| Susanna Centrelivre                           | 1667-1723       | Anglesa        | Poetessa, actriu, dramaturga                          | 3         | 7         | 86         |
| Bettina d'Andrea                              | ?-1335          | Italiana       | Professora de Dret i Filosofia                        | 3         | 7         | 87         |
| Bettisia Gozzadini                            | 1209-1260       | Italiana       | Professora de Dret                                    | 3         | 7         | 88         |
| Dorotea Bucca                                 | 1360-1436       | Italiana       | Física                                                | 3         | 7         | 89         |
| Laura Bassi                                   | 1711-1778       | Italiana       | Profesora d'Anatomia, Filosofia i Física experimental | 3         | 7         | 90         |
| Maddalena Buonsignori                         | Segle XIV       | Italiana       | Professora de Dret                                    | 3         | 7         | 91         |
| Novella d'Andréa                              | Segle XIV       | Italiana       | Professora de Dret                                    | 3         | 7         | 92         |
| Mary Chandler                                 | 1689-1745       | Anglesa        | Poetessa                                              | 3         | 7         | 93         |
| Hester Chapone                                | 1727-1801       | Anglesa        | Escriptora                                            | 3         | 7         | 94         |
| Charixena                                     | ?               | Grega          | Escriptora, poetessa                                  | 3         | 7         | 95         |
| Émille Marchioness de Chatelet                | 1706-1749       | Francesa       | Escriptora, matemàtica, física                        | 3         | 7         | 96         |
| Quilonis (Chilonis)                           | Segle III a.C.  | Grega          | Reina, muller de Cleombrotus II                       | 3         | 7         | 97         |
| Cristina de Suècia                            | 1626-1689       | Sueca          | Reina                                                 | 3         | 7         | 98         |
| Mary Chudleigh                                | 1656-1710       | Anglesa        | Escriptora, poetessa                                  | 3         | 7         | 99         |
| Susannah Maria Cibber                         | 1714-1766       | Anglesa        | Cantant, actriu                                       | 3         | 7         | 100        |
| Margaret Clement                              | 1508-1570       | Anglesa        | Erudita, neboda de Thomas More                        | 3         | 7         | 101        |
| Cleobulina de Lindos                          | Segle VI a.C.   | Grega          | Coneguda pels seus enigmes en vers                    | 3         | 7         | 102        |
| Cleopatra                                     | 69-30 a.C.      | Egípcia        | Faraona                                               | 3         | 7         | 103        |
| Anne Clifford                                 | 1589-1675       | Anglesa        | Comptessa, diarista                                   | 3         | 7         | 104        |
| Kitty Clive                                   | 1711-1785       | Anglesa        | Actriu                                                | 3         | 7         | 105        |
| Catharine Trotter Cockburn                    | 1679-1749       | Escocesa       | Novelista, dramaturga, filòsofa                       | 3         | 7         | 106        |
| Vittoria Colonna                              | 1490-1547       | Italiana       | Noblessa, poetessa                                    | 3         | 7         | 107        |
| Anna Comnena                                  | Segle XII       | Grega          | Princesa romana d'Orient, historiadora                | 3         | 7         | 108        |
| Isabella Losa                                 | ?               | Espanyola      | Erudita, doctora de Teologia                          | 3         | 7         | 109        |
| Charlotte Corday                              | 1768-1793       | Francesa       | Assassina de Jean-Paul Marat                          | 3         | 7         | 110        |
| Corinna                                       | Segle V a.C.    | Grega          | Poetessa, professora                                  | 3         | 7         | 111        |
| Elena Lucrezia Cornaro Piscopia               | 1646-1685       | Italiana       | Matemàtica, doctora de Filosofia                      | 3         | 7         | 112        |
| Cornèlia Africana la Menor                    | Segle II a.C.   | Romana         | Noblessa                                              | 3         | 7         | 113        |
| Elizabeth Cromwell                            | 1598-1665       | Anglesa        | Muller de Oliver Cromwell                             | 3         | 7         | 114        |
| Juana Inés de la Cruz                         | 1648-1695       | Mexicana       | Erudita, poetessa, monja                              | 3         | 7         | 115        |
| Cinisca                                       | 440-? a.C.      | Grega          | Princesa espartana, guanyadora dels jocs olímpics     | 3         | 7         | 116        |
| Anne Dacier                                   | 1651-1720       | Francesa       | Traductora                                            | 4         | 8         | 117        |
| Damophila                                     | Segle VII a.C.  | Grega          | Poetessa                                              | 4         | 8         | 118        |
| Elizabeth Dancy                               | 1509-?          | Anglesa        | Erudita, filla de Thomas More                         | 4         | 8         | 119        |
| Theodora Dante                                | Segle XVI       | Italiana       | Matemàtica                                            | 4         | 8         | 120        |
| Anna Louisa Karsch                            | 1722-1791       | Miscel·lània   | Poetessa                                              | 4         | 8         | 121        |
| Eleanor Davies                                | ?-1652          | Anglesa        | Profeta, autora                                       | 4         | 8         | 122        |
| Charlotte Stanley de Derby                    | 1599-1664       | Anglesa        | Noblessa                                              | 4         | 8         | 123        |
| Katherine Fitzerald de Desmond                | 1504-1604       | Irlandesa      | Noblessa                                              | 4         | 8         | 124        |
| Dido de Carthage                              | 356-260 a.C.    | Miscel·lània   | Reina                                                 | 4         | 8         | 125        |
| Diotima                                       | Segle V a.C.    | Grega          | Sacerdotessa, filòsofa                                | 4         | 8         | 126        |
| Lívia Drusil·la                               | Segle I a.C.    | Romana         | Emperadriu                                            | 4         | 8         | 127        |
| Dorothea Du Bois                              | 1728-1774       | Anglesa        | Novelista, dramaturga                                 | 4         | 8         | 128        |
| Marie Dupré                                   | Segle XVII      | Francesa       | Autora, poeta                                         | 4         | 8         | 129        |
| Ebba de Coldingham                            | 615-683         | Irlandesa      | Abadessa                                              | 4         | 8         | 130        |
| Edèsia                                        | Segle IV a.C.   | Grega          | Filòsofa                                              | 4         | 8         | 131        |
| Aegea                                         | Segle XIII      | Miscel·lània   | Reina de Líbia i guerrera amazona                     | 4         | 8         | 132        |
| Elionor d'Aquitània                           | 1112-1204       | Francesa       | Reina consort, patrona de les figures literàries      | 4         | 8         | 133        |
| Elisabet I d'Anglaterra                       | 1533-1603       | Anglesa        | Reina, escriptora, traductora                         | 4         | 8         | 134        |
| Isabel de Valois                              | 1545-1568       | Francesa       | Reina consort                                         | 4         | 8         | 135        |
| Elizabeth Elstob                              | 1683-1736       | Anglesa        | Acadèmica, autora, traductora                         | 4         | 8         | 136        |
| Ninon de l'Enclos                             | 1616-1706       | Francesa       | Autora, cortesana, patrona de les arts                | 4         | 8         | 137        |
| Emma de Normandia                             | 985-1052        | Anglesa        | Reina consort                                         | 4         | 8         | 138        |
| Eponina                                       | Segle I         | Romana         | Matrona, muller de Julius Sabinus                     | 4         | 8         | 139        |
| Erinna                                        | Segle IV a.C.   | Grega          | Poetessa                                              | 4         | 8         | 140        |
| Maria d'Estrada                               | Segle XVI       | Espanyola      | Guerrera                                              | 4         | 8         | 141        |
| Ethelfleda                                    | ?-922           | Anglesa        | Reina                                                 | 4         | 8         | 142        |
| Eurydice                                      | Segle IV a.C.   | Grega          | Acadèmica                                             | 4         | 8         | 143        |
| Eusèbia                                       | Segle IV        | Romana         | Matrona                                               | 4         | 8         | 144        |
| Lady Falconberg                               | 1637-1713       | Anglesa        | Filla de Oliver Cromwell                              | 4         | 8         | 145        |
| Elizabeth Fane                                | Segle XVI       | Anglesa        | Autora                                                | 4         | 8         | 146        |
| Fànnia                                        | Segle I         | Romana         | Política rebel, filla de Paetus Thrasea               | 4         | 8         | 147        |
| Madame de La Fayette                          | ?-1698          | Francesa       | Autora, novelista                                     | 4         | 8         | 148        |
| Cassandra Fedele                              | 1465-?          | Italiana       | Acadèmica, poetessa                                   | 4         | 8         | 149        |
| Sarah Fielding                                | 1714-1768       | Anglesa        | Autora, novelista                                     | 4         | 8         | 150        |
| Anne Finch                                    | 1661-1720       | Anglesa        | Poetessa                                              | 4         | 8         | 151        |
| Mary Fischer                                  | Segle XVII      | Anglesa        | Fanàtica quàquer                                      | 4         | 8         | 152        |
| Margaret de Foix                              | Segle XVI       | Francesa       | Duquessa                                              | 4         | 8         | 153        |
| Fúlvia                                        | Segle I a.C.    | Romana         | Aristòcrata                                           | 4         | 8         | 154        |
| Leonora Galigai                               | ?-1617          | Francesa       | Noblessa, presumpta bruixa                            | 4         | 8         | 155        |
| Grace Gethin                                  | 1676-1697       | Anglesa        | Acadèmica, assagista                                  | 4         | 8         | 156        |
| Cecilia Gonzaga                               | 1425-1451       | Italiana       | Acadèmica                                             | 4         | 8         | 157        |
| Eleonora Gonzaga                              | 1493-1570       | Italiana       | Governà Urbino durant l'exili del seu marit, patrona  | 4         | 8         | 158        |
| Elizabetta Gonzaga                            | 1471-1526       | Italiana       | Noblessa                                              | 4         | 8         | 159        |
| Giulia Gonzaga                                | 1513-1566       | Italiana       | Noblessa                                              | 4         | 8         | 160        |
| Lucrezia Gonzaga                              | Segle XVI       | Italiana       | Noblessa, escriptora, erudita                         | 4         | 8         | 161        |
| Jane Grey                                     | 1622-1699       | Anglesa        | Erudita, monarca                                      | 4         | 8         | 162        |
| Constantia Grierson                           | 1706-1732       | Irlandesa      | Erudita, poetessa, llevadora                          | 4         | 8         | 163        |
| Antoinette de Guercheville                    | Segle XVI       | Francesa       | Noblessa, patrona                                     | 4         | 8         | 164        |
| Jacquette Guillaume                           | Segle XVII      | Francesa       | Escriptora                                            | 4         | 8         | 165        |
| Pernette du Guillet                           | Segle XVI       | Francesa       | Poetessa                                              | 4         | 8         | 166        |
| Jeanne-Maerie Boivier de la Motte-Guyon       | 1648-1717       | Francesa       | Mística, escriptora                                   | 4         | 8         | 167        |
| Lucy Haerin Russell                           | 1580-1627       | Anglesa        | Patrona de les arts i de la literatura                | 4         | 8         | 168        |
| Anne Halkett                                  | 1622-1699       | Anglesa        | Escriptora, autobiògrafa                              | 4         | 8         | 169        |
| Harriet Eusebia Harcourt                      | 1705-1745       | Anglesa        | Monja protestant                                      | 4         | 8         | 170        |
| Elisabeth Hardwick                            | 1520-1607       | Anglesa        | Noblessa, famosa pels seus projectes de construcció   | 4         | 8         | 171        |
| Lady Elizabeth Hastings                       | 1682-1739       | Anglesa        | Benefactora                                           | 4         | 8         | 172        |
| Elizabeth Haywood                             | 1689-1756       | Anglesa        | Escriptora, actriu, editora                           | 4         | 8         | 173        |
| Helena Flavia                                 | 250-330         | Romana         | Mare de Constantí el Gran                             | 4         | 8         | 174        |
| Heloïsa                                       | 1101-1164       | Francesa       | Escriptora, erudita, abadessa                         | 4         | 8         | 175        |
| Helpes                                        | Segle VI        | Romana         | Erudita                                               | 4         | 8         | 176        |
| Cecilia Heron                                 | 1510-?          | Anglesa        | Erudita                                               | 4         | 8         | 177        |
| Hersília                                      | Segle IX a.C.   | Romana         | Mediadora, muller de Romulus                          | 4         | 8         | 178        |
| Hildegarda de Bingen                          | 1098-1179       | Alemanya       | Mística cristiana, abedessa                           | 4         | 8         | 179        |
| Hipàrquia                                     | Segle III       | Grega          | Filòsofa                                              | 4         | 8         | 180        |
| Susanna Hopton                                | 1627-1709       | Anglesa        | Escriptora religiosa                                  | 4         | 8         | 181        |
| Hortènsia                                     | Segle I a.C.    | Romana         | Oradora                                               | 4         | 8         | 182        |
| Antonietta de la garde des Houlieres          | 1638-1694       | Francesa       | Acadèmica, filòsofa, poetessa                         | 4         | 8         | 183        |
| Anne Hyde                                     | 1637-1671       | Anglesa        | Escriptora                                            | 4         | 8         | 184        |
| Hipàcia                                       | Segle IV        | Grega          | Matemàtica, filòsofa                                  | 4         | 8         | 185        |
| Esther Inglis                                 | 1571-1624       | Escocesa       | Cal·ligrafista, traductora, escriptora                | 4         | 8         | 186        |
| Isabella, Reina d'Hongria                     | Segle XVI       | Polaca         | Reina consort                                         | 4         | 8         | 187        |
| Joana de Borbó                                | 1337-1378       | Francesa       | Reina consort de Carles V                             | 4         | 8         | 188        |
| Mary Catherine de Jardins                     | 1640-1683       | Francesa       | Autora, dramaturga                                    | 4         | 8         | 189        |
| Mary de Jars                                  | 1565-1645       | Francesa       | Autora, editora                                       | 4         | 8         | 190        |
| Júlia Domna                                   | ?-217           | Miscel·lània   | Emperadriu romana                                     | 4         | 8         | 191        |
| Juliana de Norwich                            | Segle XIV       | Anglesa        | Mística                                               | 4         | 8         | 192        |
| Anne Killigrew                                | 1660-1685       | Anglesa        | Poetessa                                              | 4         | 8         | 193        |
| Katherine Killigrew                           | 1530-?          | Anglesa        | Poetessa                                              | 4         | 8         | 194        |
| Louise Labé                                   | 1525-1566       | Francesa       | Poetessa                                              | 4         | 8         | 195        |
| Margaret Lambrun                              | Segle XVI       | Escocesa       | Assassina de la Reina Elizabeth                       | 4         | 8         | 196        |
| Catherine Landa                               | ?-1526          | Italiana       | Erudita, escriptora                                   | 4         | 8         | 197        |
| Jane Lane                                     | 1626-1689       | Anglesa        | Va assistir la fugida de Carles II                    | 4         | 8         | 198        |
| Mary Leapor                                   | 1722-1746       | Anglesa        | Poetessa                                              | 4         | 8         | 199        |
| Elizabeth Legge                               | 1580-1685       | Anglesa        | Erudita, poetessa                                     | 4         | 8         | 200        |
| Lleòncia                                      | Segle IV a.C.   | Grega          | Filòsofa                                              | 4         | 8         | 201        |
| Elizabeth de Lincoln                          | 1574-1630       | Anglesa        | Comptessa, escriptora                                 | 4         | 8         | 202        |
| Lionna                                        | Segle VI a.C.   | Grega          | Heroïna grega                                         | 4         | 8         | 203        |
| Jaquilline de Longvie                         | Segle XVI       | Francesa       | Duquessa, líder de tropes                             | 4         | 8         | 204        |
| Elizabeth Lucar                               | 1510-1537       | Anglesa        | Cal·ligrafista                                        | 4         | 8         | 205        |
| Lucrècia                                      | Segle V a.C.    | Romana         | Matrona                                               | 4         | 8         | 206        |
| Joanna Lady Lumley                            | ?-1620          | Anglesa        | Acadèmica, traductora                                 | 4         | 8         | 207        |
| Catharine Macaulay                            | 1733-1791       | Anglesa        | Escriptora, historiadora                              | 5         | 9         | 208        |
| Maeroe                                        | ?               | Miscel·lània   | Erudita                                               | 5         | 9         | 209        |
| Magdalene de St Nectaire                      | 1526-1570       | Francesa       | Protestant, heroïna                                   | 5         | 9         | 210        |
| Madame de Maintenon                           | 1635-1719       | Francesa       | Esposa del rei Louis XIV de França                    | 5         | 9         | 211        |
| Margarida d'Angulema                          | 1492-1549       | Francesa       | Reina consort, autora, patrona                        | 5         | 9         | 212        |
| Maria                                         | Segle IV a.C.   | Grega          | Guerrera grega                                        | 5         | 9         | 213        |
| Lucrezia Marinella                            | Segle XVII      | Italiana       | Escriptora                                            | 5         | 9         | 214        |
| Mary, la poetessa d'Anglo-Norman              | Segle XIII      | Francesa       | Poetessa                                              | 5         | 9         | 215        |
| Maria I d'Hongria                             | 1503-1558       | Miscel·lània   | Reina consort                                         | 5         | 9         | 216        |
| Maria I d'Escòcia                             | 1517-1567       | Anglesa        | Reina regent                                          | 5         | 9         | 217        |
| Damaris Cudworth Masham                       | 1659-1708       | Anglesa        | Filòsofa                                              | 5         | 9         | 218        |
| Matoaka (Pocahontas)                          | 1585-1617       | Nord-americana | Nativa Americana, va ajudar els colons de Jamestown   | 5         | 9         | 219        |
| Júlia Avita Mamaea                            | 180-235         | Romana         | Matrona, filla de Julia Moesa                         | 5         | 9         | 220        |
| Júlia Mesa                                    | 165-224         | Romana         | Matrona, germana de Julia Domna                       | 5         | 9         | 221        |
| Tarquinia Molza                               | 1474-1534       | Italiana       | Cantant, poetessa                                     | 5         | 9         | 222        |
| Mary Monck                                    | ?-1715          | Irlandesa      | Poetessa                                              | 5         | 9         | 223        |
| Olimpia Fulvia Morata                         | 1526-1555       | Italiana       | Acadèmica                                             | 5         | 9         | 224        |
| Beatrice de Mountfourt                        | Segle XIV       | Francesa       | Comptessa i duquessa consort                          | 5         | 9         | 225        |
| Marie de Nemours                              | 1625-1707       | Francesa       | Duquessa, memorista                                   | 5         | 9         | 226        |
| Margaret Cavendish Newcastle                  | 1623-1679       | Anglesa        | Duquessa, escriptora                                  | 5         | 9         | 227        |
| Dudley North                                  | 1675-1712       | Anglesa        | Honorable erudita                                     | 5         | 9         | 228        |
| Lady Frances Norton                           | 1650-1720       | Anglesa        | Escriptora, poetessa                                  | 5         | 9         | 229        |
| Octàvia, dona de Marc-Antony                  | ?-744           | Romana         | Matrona                                               | 6         | 10        | 230        |
| Octàvia, dona de Neró                         | 40-62           | Romana         | Emperadriu romana                                     | 6         | 10        | 231        |
| Anne Oldfield                                 | 1683-1730       | Anglesa        | Actriu                                                | 6         | 10        | 232        |
| Maria Pacheco Padilla                         | 1496-1531       | Espanyola      | Matrona, guerrera                                     | 6         | 10        | 233        |
| Dorothy Lady Pakington                        | 1623-1679       | Anglesa        | Escriptora                                            | 6         | 10        | 234        |
| Anne de Parthenay                             | Segle XVI       | Francesa       | Erudita                                               | 6         | 10        | 235        |
| Catherine de Parthenay                        | Segle XVI       | Francesa       | Poetessa                                              | 6         | 10        | 236        |
| Pompea Paulina                                | Segle I         | Romana         | Intel·lectual                                         | 6         | 10        | 237        |
| Perilla                                       | Segle I a.C.    | Romana         | Poetessa                                              | 6         | 10        | 238        |
| Susanna Perwich                               | 1636-1661       | Anglesa        | Erudita, música                                       | 6         | 10        | 239        |
| Fila                                          | Segle IV        | Miscel·lània   | Noblessa, política                                    | 6         | 10        | 240        |
| Felipa, Reina d'Anglaterra                    | 1311-1369       | Anglesa        | Reina consort, regent                                 | 6         | 10        | 241        |
| Katherine Phillips                            | 1631-1664       | Anglesa        | Poetessa                                              | 6         | 10        | 242        |
| Letitia Pilkington                            | 1712-?          | Irlandesa      | Poetessa                                              | 6         | 10        | 243        |
| Mary Pix                                      | 1666-1720       | Anglesa        | Novelista, dramaturga                                 | 6         | 10        | 244        |
| Diana de Poitiers                             | 1499-1566       | Francesa       | Noblessa, amant d'Enric II de França                  | 6         | 10        | 245        |
| Pòrcia Cató                                   | 70-43 a.C.      | Romana         | Filla de Cato                                         | 6         | 10        | 246        |
| Modesto Pozzo                                 | 1555-1592       | Italiana       | Escriptora                                            | 6         | 10        | 247        |
| Praxil·la                                     | Segle VIII a.C. | Grega          | Poetessa lírica                                       | 6         | 10        | 248        |
| Valerie Proba Falconia                        | Segle IV        | Romana         | Poetessa                                              | 6         | 10        | 249        |
| Renata de França                              | 1510-1574       | Francesa       | Duquessa                                              | 6         | 10        | 250        |
| Anne de Rohan                                 | 1562-1646       | Francesa       | Noblessa, amant de Louis XIV                          | 6         | 10        | 251        |
| Marie Eleonore de Rohan                       | 1628-1681       | Francesa       | Abedessa, escriptora                                  | 6         | 10        | 252        |
| Madame Roland                                 | 1714-1793       | Francesa       | Escriptora, traductora                                | 6         | 10        | 253        |
| Margaret Roper                                | 1505-1544       | Anglesa        | Filla de Thomas More, escriptora, traductora          | 6         | 10        | 254        |
| Mary Roper                                    | 1526-1588       | Anglesa        | Filla de Margaret Roper, traductora                   | 6         | 10        | 255        |
| Isabel Roser                                  | Segle XVI       | Espanyola      | Predicadora                                           | 6         | 10        | 256        |
| Elizabeth Rowe                                | 1674-1737       | Anglesa        | Poetessa, novelista                                   | 6         | 10        | 257        |
| Claudia Rufina                                | Segle I         | Romana         | Escriptora                                            | 6         | 10        | 258        |
| Lady Elizabeth Russel                         | 1529-1609       | Anglesa        | Poetessa, música                                      | 6         | 10        | 259        |
| Lady Rachel Russell                           | 1636-1723       | Anglesa        | Autora                                                | 6         | 10        | 260        |
| Laura Sade                                    | 1310-1348       | Francesa       | Musa de Petrarch                                      | 6         | 10        | 261        |
| Safo de Lesbos                                | Segle VI a.C.   | Grega          | Poetessa                                              | 6         | 10        | 262        |
| Alexandra Scala                               | 1475-1506       | Italiana       | Acadèmica                                             | 6         | 10        | 263        |
| Anna Maria van Schurman                       | 1607-1678       | Alemanya       | Pintora, gravadora, poetessa                          | 6         | 10        | 264        |
| Madeleine de Scudéry                          | 1607-1701       | Francesa       | Escriptora                                            | 6         | 10        | 265        |
| Anne de Seguier                               | Segle XVI       | Francesa       | Poetessa                                              | 6         | 10        | 266        |
| Semíramis                                     | 2200 a.C.       | Miscel·lània   | Reina                                                 | 6         | 10        | 267        |
| Madame Seturman                               | ?               | Alemanya       | Pintora, música, filòsofa                             | 6         | 10        | 268        |
| Marquesa de Sévigné                           | 1626-1696       | Francesa       | Marquesa, escriptora de cartes                        | 6         | 10        | 269        |
| Lady Arabella Seymour                         | 1577-1615       | Anglesa        | Noblessa                                              | 6         | 10        | 270        |
| Anne Seymour                                  | ?-1588          | Anglesa        | Escriptora                                            | 6         | 10        | 271        |
| Jane Seymour                                  | 1541-1561       | Anglesa        | Escriptora                                            | 6         | 10        | 272        |
| Margaret Seymour                              | 1540-?          | Anglesa        | Escriptora                                            | 6         | 10        | 273        |
| Caterina Sforza                               | Segle XV        | Italiana       | Experta mèdica                                        | 6         | 10        | 274        |
| Isabella Sforza                               | Segle XVI       | Italiana       | Escriptora humanista                                  | 6         | 10        | 275        |
| Frances Sheridan                              | 1724-1767       | Irlandesa      | Novelista, dramaturga                                 | 6         | 10        | 276        |
| Sophronia                                     | Segle IV        | Romana         | Màrtir                                                | 6         | 10        | 277        |
| Sulpicia                                      | Segle I         | Romana         | Muller de Quintus Lulvius Flaccus                     | 6         | 10        | 278        |
| Dorothy Spencer de Sunderland                 | 1617-1683       | Anglesa        | Noblessa                                              | 6         | 10        | 279        |
| Comptessa de la Suze                          | 1618-1673       | Francesa       | Poetessa, compositora                                 | 6         | 10        | 280        |
| Mary Sidney                                   | 1561-1621       | Anglesa        | Comptesa, escriptora, traductora                      | 6         | 10        | 281        |
| Tanaquil                                      | Segle VI a.C.   | Romana         | Reina                                                 | 6         | 10        | 282        |
| Telèsil·la                                    | 510-? a.C.      | Grega          | Poetessa                                              | 6         | 10        | 283        |
| Melica Theano Locrencis                       | Segle V a.C.    | Grega          | Poetessa                                              | 6         | 10        | 284        |
| Theano of Crete                               | ?               | Grega          | Poetessa, filòsofa                                    | 6         | 10        | 285        |
| Theano Thuria de Metapotino                   | ?               | Grega          | Poetessa                                              | 6         | 10        | 286        |
| Corinna Thomas                                | 1675-1730       | Anglesa        | Poetessa                                              | 6         | 10        | 287        |
| Thymele                                       | ?               | Grega          | Poetessa, compositora                                 | 6         | 10        | 288        |
| Catherine Tishem                              | Segle XVI       | Anglesa        | Erudita                                               | 6         | 10        | 289        |
| Elizabeth Tollet                              | 1694-1754       | Anglesa        | Poetessa                                              | 6         | 10        | 290        |
| Tymicha                                       | Segle V a.C.    | Grega          | Heroïna grega                                         | 6         | 10        | 291        |
| Valèria                                       | ?-315           | Romana         | Emperadriu romana, protectora de cristians            | 6         | 10        | 292        |
| Mademoiselle de la Valliere                   | 1644-1710       | Francesa       | Amant de Louis XIV                                    | 6         | 10        | 293        |
| Vetúria                                       | Segle V a.C.    | Romana         | Matrona                                               | 6         | 10        | 294        |
| Anne de la Vigne                              | 1634-1684       | Francesa       | Poetessa                                              | 6         | 10        | 295        |
| Mary Rich, comptessa de Warwick               | 1625-1678       | Anglesa        | Comptessa, benefactora                                | 6         | 10        | 296        |
| Elizabeth Jane Weston                         | 1581-1612       | Anglesa        | Poetessa                                              | 6         | 10        | 297        |
| Anne Wharton                                  | 1632-1685       | Anglesa        | Poetessa, dramaturga                                  | 6         | 10        | 298        |
| Anne Kingsmill, Comptessa de Winchelsea       | 1661-1720       | Anglesa        | Comptessa, poetessa                                   | 6         | 10        | 299        |
| Zenòbia                                       | 240-274         | Miscel·lània   | Reina, guerrera                                       | 6         | 10        | 300        |